# Luchia Yishak
Luchia Yishak (née le 8 avril 1973) est une athlète éthiopienne spécialiste du fond et du cross-country. 

## Carrière

### Palmarès
| Année | Compétition                    | Lieu               | Résultat | Épreuve     |
| ----- | ------------------------------ | ------------------ | -------- | ----------- |
| 1989  | Championnats d’Afrique         | Lagos              | 3e       | 3 000 m     |
| 1990  | Championnats du monde de cross | Aix-les-Bains      | 4e       | Individuel  |
| 1990  | Championnats du monde de cross | Aix-les-Bains      | 2e       | Par équipes |
| 1990  | Championnats d’Afrique         | Le Caire           | 2e       | 3 000 m     |
| 1991  | Championnats du monde de cross | Anvers             | 4e       | Individuel  |
| 1991  | Championnats du monde de cross | Anvers             | 2e       | Par équipes |
| 1991  | Jeux africains                 | Le Caire           | 2e       | 3 000 m     |
| 1992  | Championnats du monde de cross | Boston             | 10e      | Individuel  |
| 1992  | Championnats du monde de cross | Boston             | 3e       | Par équipes |
| 1992  | Championnats d’Afrique         | Belle Vue Mauricia | 3e       | 10 000 m    |

### Records
| Épreuve       | Performance    | Lieu    | Date         |
| ------------- | -------------- | ------- | ------------ |
| 5 000 mètres  | 15 min 34 s 07 | Hengelo | 5 juin 1995  |
| 10 000 mètres | 31 min 56 s 42 | Tokyo   | 27 août 1991 |